# Boys Night Out
Pour les articles homonymes, voir BNO.
Boys Night Out (BNO) est un groupe de post-hardcore canadien, originaire de Burlington, en Ontario. Formé en 1998, le groupe fait une pause en 2007, avant de revenir huit ans plus tard en 2015

## Biographie
Le groupe est formé en 1998 lorsque le chanteur Connor Lovat-Fraser et le guitariste Jeff Davis collaborent pour enregistrer des chansons. Ils finissent par publier un EP-démo quatre titres intitulé You Are My Canvas, inspiré par le groupe de post-hardcore canadien Grade. Après la sortie de cette démo, le groupe signe au label One Day Savior Records et publie l'EP Broken Bones and Bloody Kisses en 2002,.
L'intérêt pour le groupe est immédiat, et ce dernier signe au label Ferret Records. Leur premier album, Make Yourself Sick, publié en 2003, est orienté pop punk mais se caractérise par les mêmes hurlements et guitares qui faisaient leurs premiers opus. Le groupe tourne ensuite avec notamment My Chemical Romance, Catch 22, Saves the Day, et fait une apparition au Warped Tour. Boys Night Out joue aussi au Fusion Tour avec Fall Out Boy, Motion City Soundtrack, The Starting Line, et Panic! at the Disco.
Leur deuxième album studio, Trainwreck, publié en 2005, est un album-concept expérimental consacré à un homme qui a perdu ses esprits. Trainwreck commence avec la prise de parole d'un docteur. Le groupe publie son troisième album, l'éponyme Boys Night Out, le 26 juin 2007. Le premier single s'intitule Up with Me. L'EP Fifty Million People Can't Be Wrong est également publié en 2007. Cette même année, ils décident de faire une pause.
Boys Night Out joue son premier concert en deux ans à l'Opera House de Toronto avec les cinq membres originaux, le 24 octobre 2009. Le groupe joue Broken Bones And Bloody Kisses et Make Yourself Sick dans leur intégralité.
Toujours en 2009, Lovat-Fraser et Davis se joignent au producteur Scott Komer pour former un groupe appelé Hard Calibers. Connor travaillera au sein de groupes comme The Eff Holes, et Crazy Diamond avec Regan et Matt Davis.
En mars 2013, Boys Night Out annonce sur Twitter avoir terminé un nouvel album. Le groupe se réunit finalement en 2015. Le 21 janvier 2016, le groupe annonce la sortie de l'album Black Dogs pour le printemps 2016

## Membres

### Membres actuels
- Connor Lovat-Fraser – chant
- Jeff Tarbender Davis – guitare, chant
- Andy Lewis – guitare
- Dave Costa – basse
- Ben Arseneau – batterie

### Anciens membres
- Kara Dupuy – claviers
- Rob Pasalic – guitare, chant
- Shawn Butchart – guitare
- Kasey High - guitare
- Brian Southall – batterie
- Chris Danner – batterie
- Adam Kingsbury – batterie

## Discographie

### Albums studio
- 2003 : Make Yourself Sick
- 2005 : Trainwreck
- 2007 : Boys Night Out

### EP
- 2001 : You Are My Canvas
- 2002 : Broken Bones and Bloody Kisses
- 2007 : Fifty Million People Can't Be Wrong
- 2016 : Black Dogs